# Úmrtní list

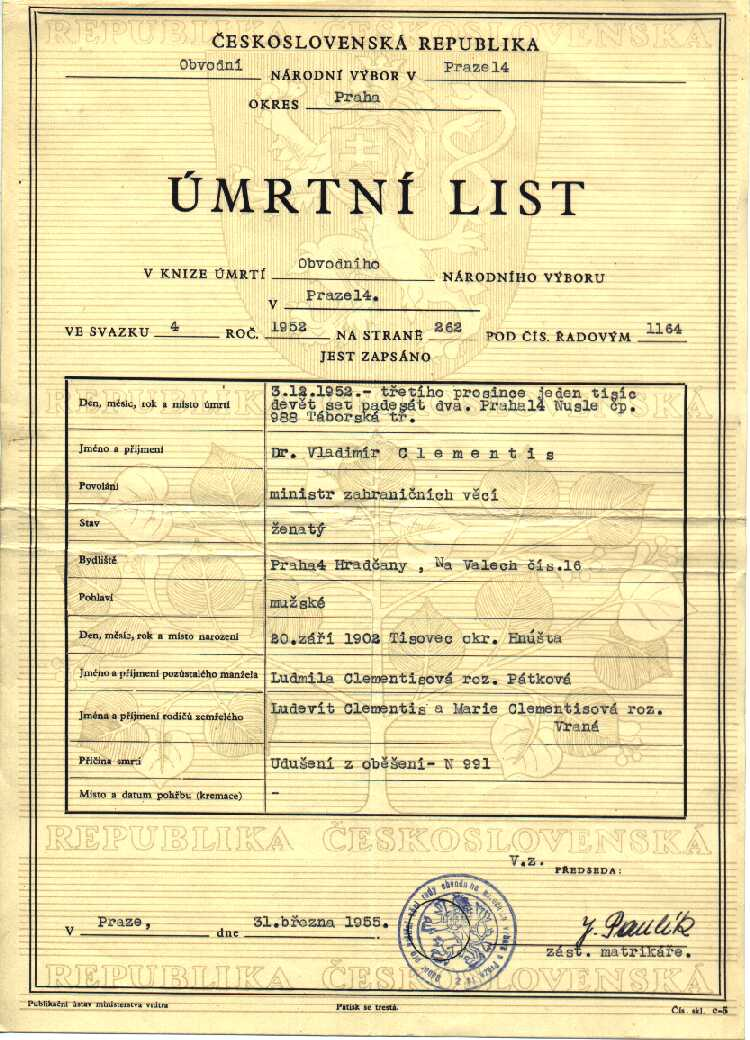
Úmrtní list

Úmrtní list (anglicky death certificate, německy Sterbeurkunde) je matriční doklad a veřejná listina, potvrzující úmrtí člověka a základní údaje o něm, kterou vydává na žádost příslušný matriční úřad podle podkladů z knihy úmrtí.

## Česká republika
Úmrtí se zapisuje do knihy úmrtí toho matričního úřadu, v jehož územním obvodu k úmrtí došlo, případně v jehož obvodu byla zemřelá osoba nalezena či v jehož obvodu byla vyložena z dopravního prostředku, v němž zemřela. Zápis na základě soudního prohlášení za mrtvého provádí Úřad městské části Praha 1 a úmrtí českých občanů v zahraničí se zapisuje do tzv. zvláštní matriky, kterou vede Úřad městské části Brno-střed. Zápis se pak provádí buď na základě listu o prohlídce mrtvého, který musí příslušnému matričnímu úřadu do tří dnů zaslat prohlížející lékař, nebo na základě pravomocného rozhodnutí soudu o prohlášení za mrtvého.
Žádost o vydání úmrtního listu může podat člen rodiny, nebo ten, kdo prokáže, že jej potřebuje pro uplatnění svých práv před úřady. Úmrtní list obsahuje tyto údaje o zemřelém: den, měsíc, rok a místo úmrtí, jméno a příjmení, den, měsíc, rok a místo narození, rodné číslo, osobní stav, pohlaví a místo trvalého pobytu, jméno a příjmení žijícího manžela či partnera, příčina smrti a datum, jméno, příjmení a podpis matrikáře, označení matričního úřadu a otisk jeho razítka.

### Galerie

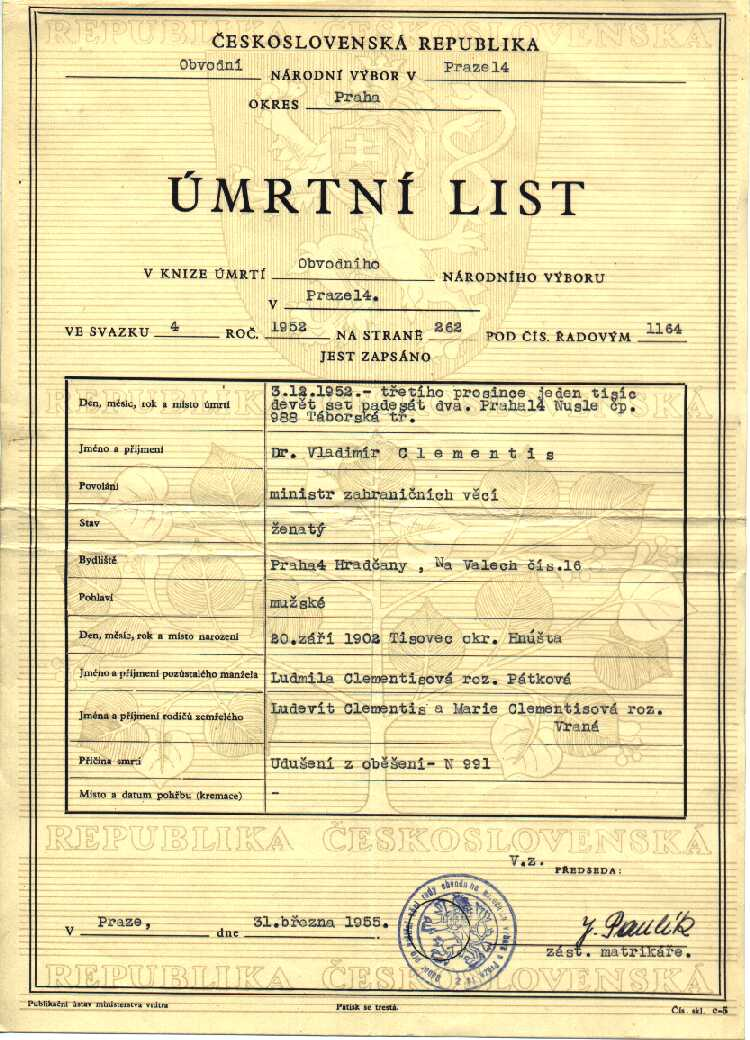
Úmrtní list Vladimíra Clementise
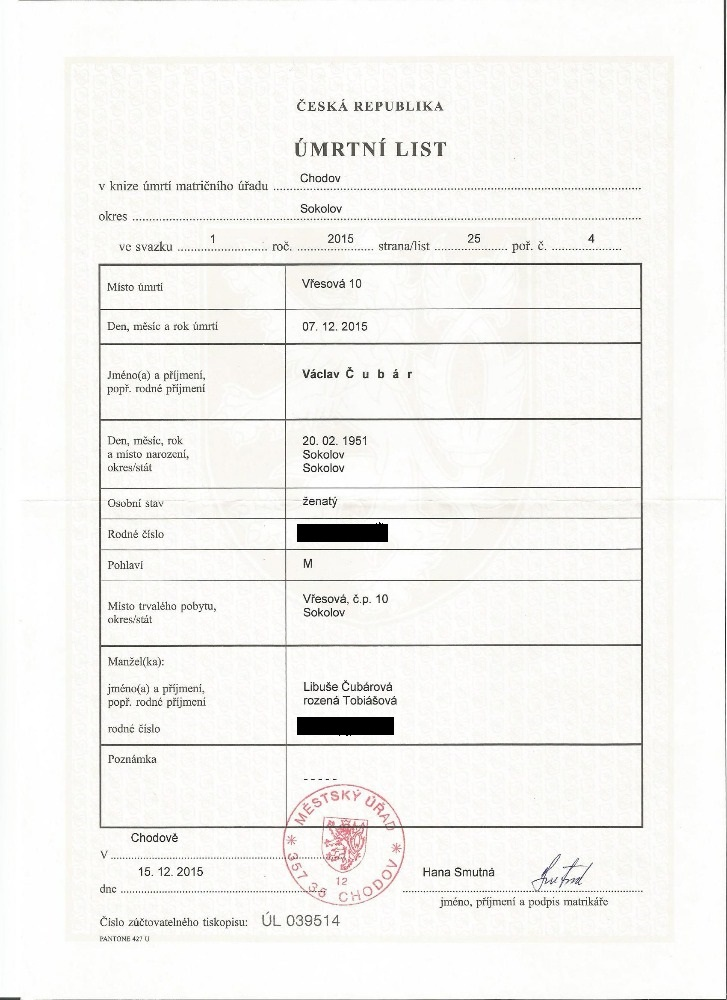
Úmrtní list Václava Čubára – opis z roku 2015
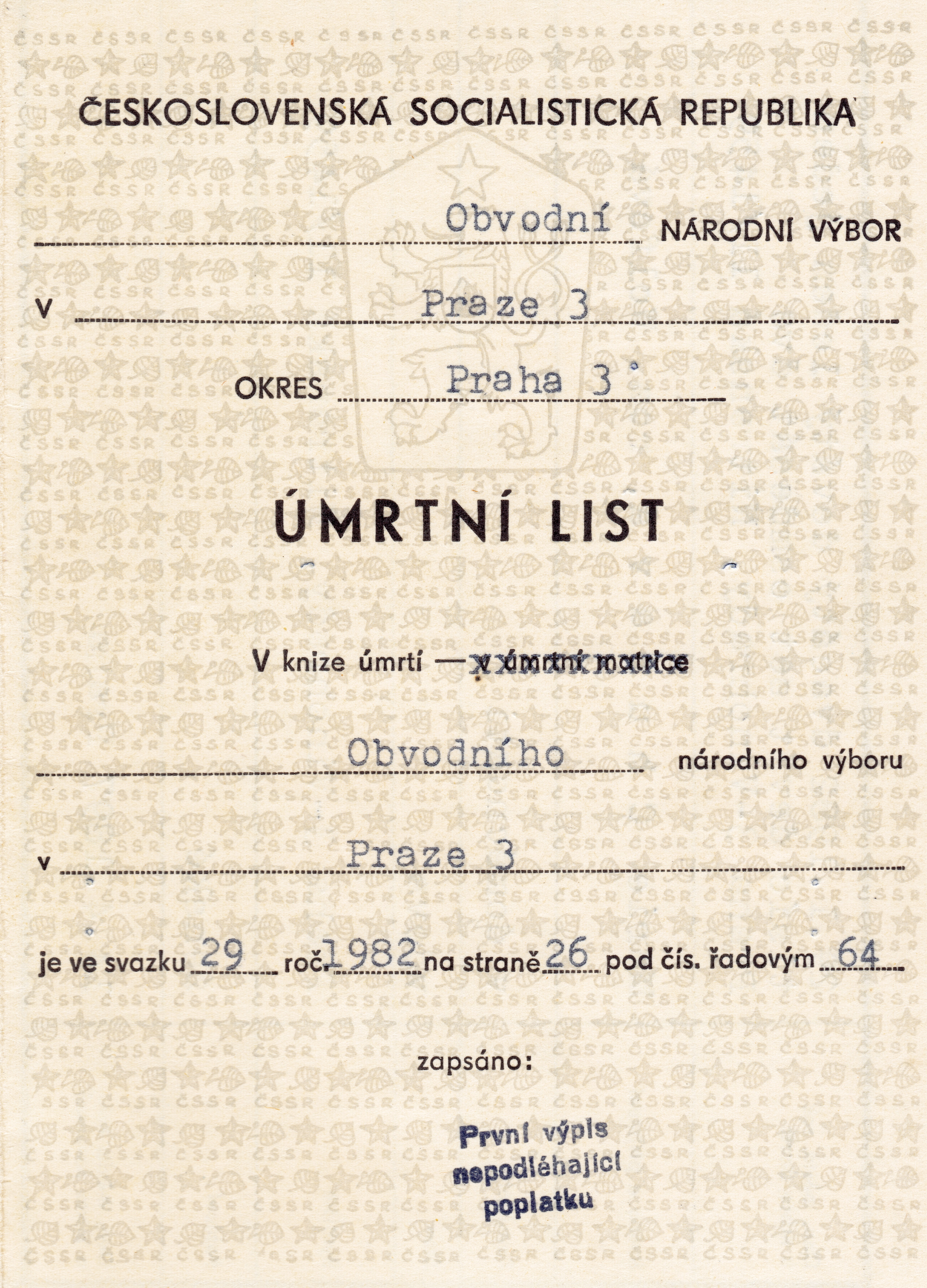
Úmrtní list Marie Churavé Wolfové
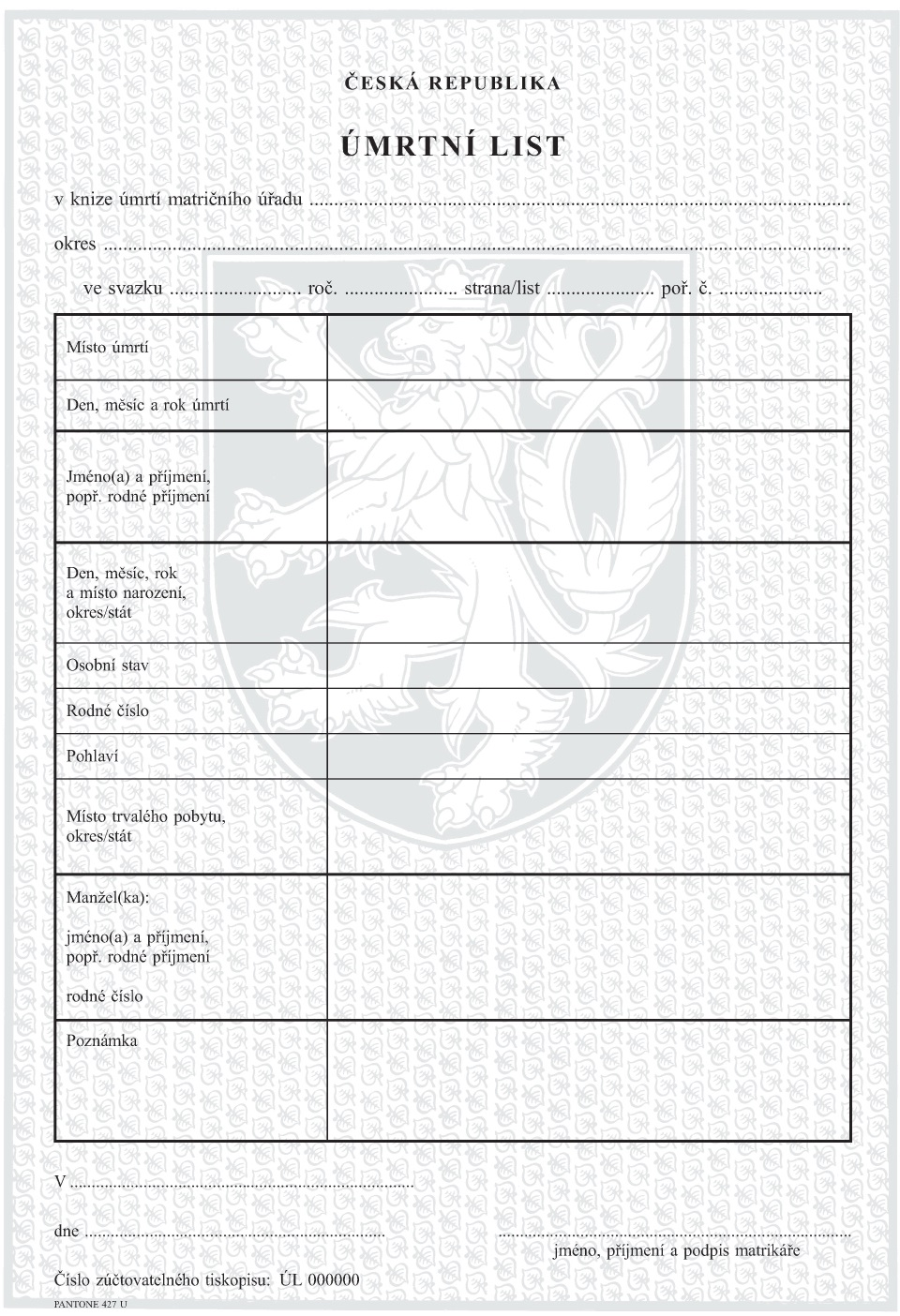
Aktuálně platný vzor úmrtního listu (2023)